# Bifrost
Na mitologia nórdica, Bifröst (ou Asbru) é a ponte que estabelece a ligação entre o domínio dos deuses, Asgard e Midgard em que é o território dos mortais. Os deuses viajavam diariamente para realizar seus conselhos sob a sombra da árvore Yggdrasil. A ponte era representada por um enorme arco-íris e seu guardião era Heimdall. A cor vermelha do arco-íris era formada por um fogo flamejante, que servia como defesa contra os gigantes. No final do mundo, a ponte seria destruída durante o Ragnarök. Foi construída pelos Aesir.